# Avon, Wisconsin
Avon là một thị trấn thuộc quận Rock, tiểu bang Wisconsin, Hoa Kỳ. Năm 2010, dân số của thị trấn này là 591 người.